# Voorst
Pour les articles homonymes, voir Voorst (homonymie).

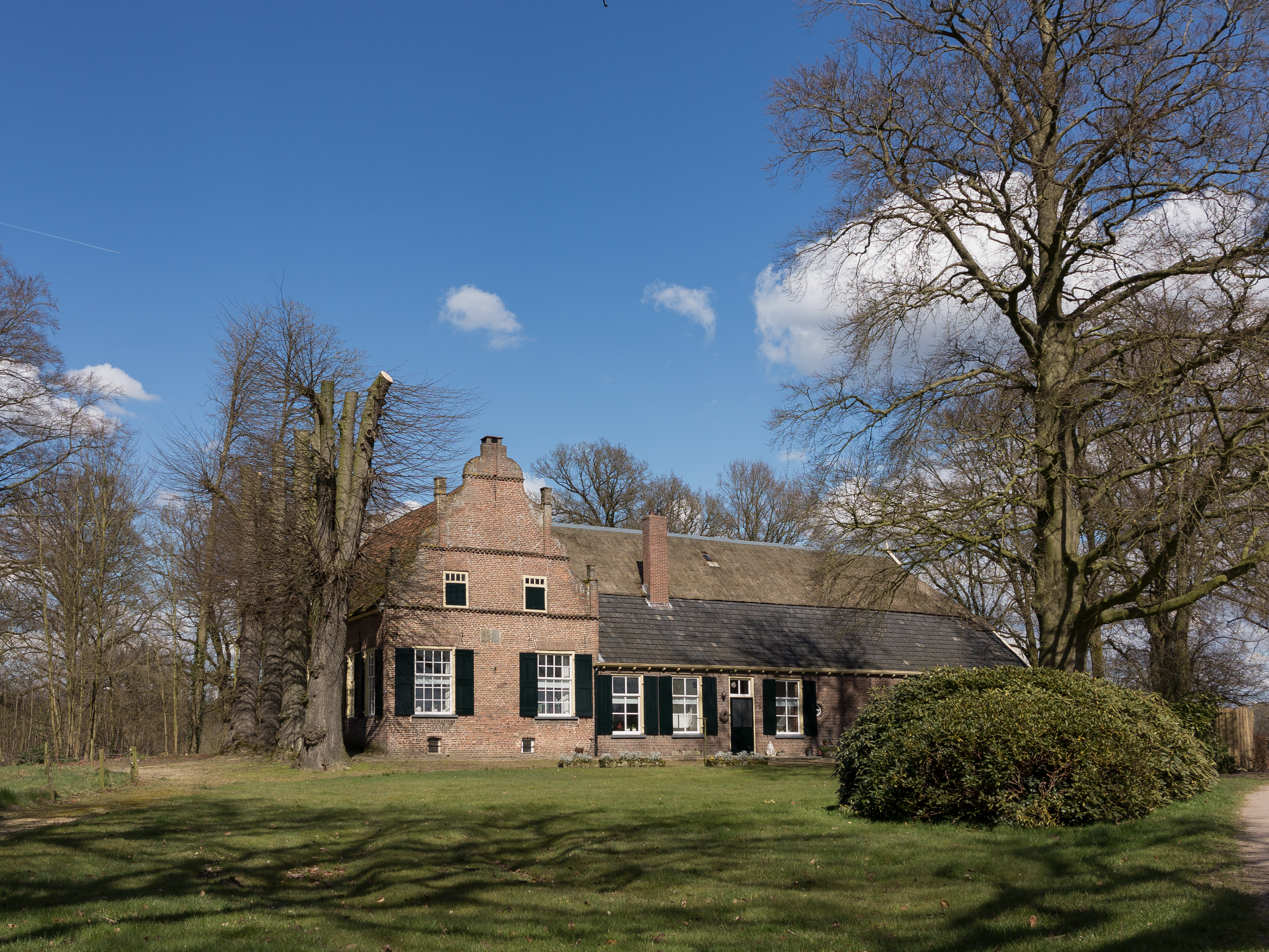
Voorst, camping-ferme de Adelaar

Voorst est une commune et un village néerlandais, en province de Gueldre.